# 네레트바 전투 (영화)
네레트바 전투(세르보크로아트어: Bitka na Neretvi / Битка на Неретви)는 유고슬라비아에서 제작된 벨코 불라지크 감독의 1970년 드라마, 전쟁 영화이다. 율 브린너 등이 주연으로 출연하였고 스티브 프레빈 등이 제작에 참여하였다.

## 출연

### 주연
- 율 브린너
- 세르게이 본다르추크
- 쿠르트 위르겐스

### 조연
- 프랑코 네로
- 실바 코시나
- 오손 웰즈
- 파블레 부이시치